# شاورية حورية الأوراق
شاورية حورية الأوراق (الاسم العلمي:Schaueria populifolia) هي نوع من النباتات يتبع جنس الشاورية من الفصيلة الأقنتية.